# Comte dels conestables
En l'administració del regne visigot, el comte dels conestables (llatí: comes stabulorum) era el funcionari encarregat de les cavallerisses reials.